# 1933 en Ontario
Chronologie de l'Ontario
- 1929
- 1930
- 1931
- 1932
- 1933
- 1934
- 1935
- 1936
- 1937

Cette page concerne des événements d'actualité qui se sont produits durant l'année 1933 dans la province canadienne de l'Ontario.

## Politique
- Premier ministre : George Stewart Henry (Parti conservateur)
- Chef de l'Opposition: W. E. N. Sinclair (Parti libéral)
- Lieutenant-gouverneur: Herbert Alexander Bruce (en)
- Législature: 18e (en)

## Événements

### Août
- 16 août : Une émeute de course se produit à Christie Pits à Toronto.

## Naissances
- 4 mars : James Jerome (en), député fédéral de Sudbury (1968-1979) († 21 août 2005).
- 9 mars : Mel Lastman, 3e maire de North York et 62e maire de Toronto.
- 5 avril : Joe Comuzzi, député fédéral de Thunder Bay—Nipigon (1988-2000) et Thunder Bay—Superior-Nord (2000-2008).
- 24 avril : Alan Eagleson, dirigeant de hockey sur glace et député provincial de Lakeshore (en) (1963-1967).
- 24 mai : Marian Engel (en), romancière († 16 février 1985).
- 22 mars : George Stulac, joueur de basket-ball.
- 28 juin : Gisèle Lalonde, militante et ancienne politicienne municipale († 27 juillet 2022).
- 30 juin : Orval Tessier (joueur et entraineur de hockey)  († 25 août 2022)
- 13 juillet : Scott Symons, auteur († 23 février 2009).
- 24 août : John Alan Lee (en), écrivain († 5 décembre 2013).
- 8 septembre : Maurice Foster (en), député fédéral d'Algoma (1968-1993) († 2 octobre 2010).

## Décès
- 3 janvier : Jack Pickford, acteur (° 18 août 1896).
- 14 avril : Daniel Hunter McMillan, lieutenant-gouverneur du Manitoba (° 14 janvier 1846).
- 27 octobre : Emily Murphy, écrivaine et première femme juge municipale de l'empire britannique (° 14 mars 1868).
- 30 novembre : Arthur Currie, général lors de la Première Guerre mondiale (° 5 décembre 1875).